# 脇町駅
脇町駅（わきまちえき）とは、徳島県美馬郡脇町大字脇町（現:美馬市脇町大字脇町）にあった、四国旅客鉄道阿波線のバス停留所（自動車駅）である。現在は駐車場になっている。

## 概説
- 国鉄バスの自動車駅として開設された。
- 国鉄分割民営化後、JR四国ワーププラザ脇町が併設された。

## 沿革
- 1949年（昭和24年）1月30日 - 阿波本線拝原西～脇町駅間が開業[2]に伴い、脇町駐在所として開業[1]。
- 1950年（昭和25年）10月 - 駅舎を建築し、鍛冶屋原自動車営業所管理の簡易駅となる[1]。
- 1952年（昭和27年）4月 - 簡易委託駅となる[1]。
- 1953年（昭和28年） - 普通駅となる[1]。
- 1987年（昭和62年）4月1日 - 国鉄分割民営化により、四国旅客鉄道自動車事業部に継承される。
- 1992年（平成4年）6月15日 - JR四国ワーププラザ脇町店開店[3]。
- 1998年（平成10年）3月25日 - ワーププラザが閉店[要出典]。
- 1999年（平成11年）4月1日 - 廃止[要出典]。

## 停車路線
- 四国旅客鉄道阿波線（穴吹駅方面）（鴨島駅方面）

## 現況
- 脇町駅廃止後の跡地は、駐車場になっている[要出典]。
- 徳島県道251号脇町曽江線
- 徳島県立脇町高等学校
- 美馬市役所旧脇町庁舎
- 美馬市合同会館（旧美馬市脇町福祉センター）
  - 美馬市社会福祉協議会
  - 美馬市シルバー人材センター
  - 美馬市商工会
- 徳島家庭裁判所美馬支部
- 徳島地方検察庁美馬支部
- 美馬区検察庁